# 締め込み (落語)
『締め込み』（しめこみ）は、古典落語の演目のひとつ。同演題では、東京落語で広く演じられる。『時の氏神』（ときのうじがみ）とも。この項では、上方落語の『盗人の仲裁』（ぬすとのちゅうさい、『盗人の挨拶』（ぬすとのあいさつ）とも）についても記述する。
原話は、1802年（享和2年）に出版された笑話本『新撰勧進話』の一編「末しら浪」。夫婦喧嘩を仲裁する泥棒の滑稽噺。
『締め込み』の成立当初は、侍がやかんを盗むというストーリーだったが、上方の『盗人の仲裁』の要素が移入され、現在の演じ方が成立した。

## あらすじ
長屋の、戸締まりされていない部屋の留守を狙って、泥棒が忍び込む。やかんが火にかかっており、住人がすぐに帰ってくると判断した泥棒は、急いで物色した衣類を風呂敷に包む。そこへ部屋の主の男（『締め込み』では八五郎）が帰ってくる足音が聞こえてきたので、泥棒は裏口から逃げようとするが、戸を開けると高い塀が立ちふさがっていたため（あるいは、裏口自体がなかったため）、とっさに台所の床板を上げ、縁の下に潜り込んで身を隠す。
男は泥棒が残した風呂敷包みを認め、「古着屋が見本に置いて行ったのだろうか」とつぶやきながら開ける。風呂敷の中に自分や妻の服が入っていることがわかると、「あの女は、俺の知らぬ間に間男を作って、荷物をまとめて駆け落ちをしようとしているのだ」と勘違いをし、激怒する。
男の妻が帰ってくるなり、男は妻に「出て行きたければ出て行け」と怒声を浴びせる。事情が飲みこめない妻に対し、男は夫妻の服が詰め込まれていた風呂敷を見せる。妻は自分の服があるのを発見し、「私の知らぬ間に女をこしらえ、ひそかに贈ろうとしたのですね」と泣き出し、早口で罵倒する。言い返せなくなった男は、そばにあったやかんを投げつける。
やかんは台所へ飛び、湯がこぼれて床下の泥棒にかかる。耐えかねた泥棒は飛び出して、「熱っ!!……待って、落ち着いてください。この風呂敷包みは私が作ったものです」と白状する。夫妻は「よく出てきてくださった。あなたが正直に話してくれなければ、自分たちは別れるところだった」と泥棒に感謝する。
以降、東西で演じ方が異なる。
盗人の仲裁
夫婦喧嘩の声を聞いた隣人が心配し、男と妻の部屋に飛び込んでいさめる。男は「すまん、この盗人（ぬすと）はんが収めてくれましたのや」と言って、隣人に泥棒を紹介する。隣人は驚くあまり「わたい、口は悪いが、気のええ男でおまして……」と、硬い社交の挨拶を泥棒にしてしまい、
「これをご縁に、うちにもちょいちょい寄っとくなはれ」
締め込み
夫妻は泥棒に酒をふるまう。3人がしばらく酒を酌み交わしているうち、泥棒は寝入ってしまう。男が妻に「俺たちも寝よう。泥棒が入ると不用心でいけねえから、表の戸締まりをしろ」と言うと、妻は「もう泥棒はうちにいるじゃない」と笑う。すると男は思わず、
「表から心張りをかけておけ」

## バリエーション
- 『締め込み』では、泥棒が酒を辞退して去ろうとするのを夫妻が押しとどめ、男が妻に『泥棒さんが帰らないように、表から締め込んでおけ』と命じてサゲる演じ方がある。
- 『締め込み』には、酒をもらった泥棒が喜び、「またちょくちょく寄らせてください」と口走り、男が返答することでサゲる演じ方がある。
  - 男が相手が泥棒であることを忘れ、「ええ、また近いうちにおいでなさい」と言ってしまう。
  - 男が「そうちょいちょい来られてたまるか」とまぜ返して、噺を切る。

## 主な演者
『締め込み』は4代目三遊亭圓生、3代目柳家小さん、5代目古今亭志ん生らが、『盗人の仲裁』は初代桂春団治、5代目桂文枝らが知られる。